# Bob Shots
Bob Shots (of The Bob Shots) was een Belgisch jazzorkest dat algemeen beschouwd wordt als het eerste nationale bop-orkest, en een van de eerste bop-bands van Europa.
De Luikse band, die toen nog Pont d’Avroy heette, speelde aanvankelijk swing en evolueerde in 1946 naar bopmuziek, waarna de naam van de groep werd veranderd. In mei 1947 prijkten de Bob Shots met een foto reeds in het Amerikaanse tijdschrift Down Beat, die hen als "The most famous jazz combo in Europe" beschreef. 
In het orkest speelden grote namen mee uit de Belgische en Europese jazz: leider Pierre Robert (gitaar, arrangementen), Bobby Jaspar (saxofoon), René Thomas (gitaar), Sadi (vibrafoon), Francy Boland (piano), Jean Bourguignon (trompet), Jean Warland of Georges Leclerq (contrabas), John Ward (drums) en Jacques Pelzer (saxofoon).
In Parijs traden in mei 1949 de Bob Shots op tijdens La Grande Semaine du Jazz. De andere groep die België vertegenwoordigde, was het kwartet van Toots Thielemans, die het Parijse publiek verraste toen hij geen gitaar, maar mondharmonica begon te spelen.  In mei namen de Bob Shots ook zes nummers op voor het platenlabel Pacific. Het werd het laatste jaar dat de Bob Shots samen optraden.